# Megaselia lindneri
Megaselia lindneri är en tvåvingeart som beskrevs av Rudolf Beyer 1959. Megaselia lindneri ingår i släktet Megaselia och familjen puckelflugor. Inga underarter finns listade i Catalogue of Life.